# Koprodukt włóknisty
Koprodukt włóknisty – pojęcie używane w matematyce, dokładniej w teorii kategorii. Jest pojęciem dualnym do produktu włóknistego.

## Definicja
Koproduktem włóknistym w kategorii {\displaystyle {\mathcal {C}}} nazywa się, o ile istnieje, kogranicę diagramu składającego się z dwóch morfizmów {\displaystyle f:Z\to X,g:Z\to Y.} Mówiąc dokładniej, koprodukt włóknisty składa się z obiektu {\displaystyle P\in Ob({\mathcal {C}})} oraz morfizmów {\displaystyle i_{1}:X\to P,i_{2}:Y\to P} takich, że:
a) diagram
jest przemienny oraz
b) dla dowolnego obiektu {\displaystyle Q\in Ob({\mathcal {C}})} i dowolnych morfizmów {\displaystyle j_{1}:X\to Q,j_{2}:Y\to Q} takich, że {\displaystyle j_{1}f=j_{2}g} istnieje dokładnie jeden taki morfizm {\displaystyle u:P\to Q,} że poniższy diagram
jest przemienny. Koprodukt włóknisty jeżeli istnieje, to jest jedyny z dokładnością do izomorfizmu.